# Elezioni legislative in Svezia del 2014
Le elezioni legislative in Svezia del 2014 si tennero il 14 settembre per il rinnovo del Riksdag. Esse videro fronteggiarsi due schieramenti principali:
- Alleanza per la Svezia, formata da Partito Moderato, Partito di Centro, Partito Popolare Liberale e Democratici Cristiani;
- Blocco Rosso-Verde, costituito da Partito Socialdemocratico, Partito della Sinistra e Partito Ambientalista i Verdi.

In seguito alla vittoria del Blocco Rosso-Verde, Stefan Löfven, espressione del Partito Socialdemocratico, divenne Ministro di Stato, nell'ambito di un governo col Partito Ambientalista i Verdi.

## Risultati
| Liste                                              | Voti      | %     | Seggi |
| -------------------------------------------------- | --------- | ----- | ----- |
| Partito Socialdemocratico dei Lavoratori di Svezia | 1 886 473 | 31,24 | 113   |
| Partito Moderato                                   | 1 403 629 | 23,24 | 84    |
| Democratici Svedesi                                | 781 120   | 12,93 | 49    |
| Partito Ambientalista i Verdi                      | 408 365   | 6,76  | 25    |
| Partito di Centro                                  | 370 834   | 6,14  | 22    |
| Partito della Sinistra                             | 344 514   | 5,70  | 21    |
| Liberali                                           | 326 055   | 5,40  | 19    |
| Democratici Cristiani                              | 277 227   | 4,59  | 16    |
| Iniziativa Femminista                              | 184 230   | 3,05  | –     |
| Altri                                              | 57 069    | 0,94  | –     |
| Totale                                             | 6 039 516 | 100   | 349   |

| Riepilogo dei seggi (+/- elezioni 2010) | Riepilogo dei seggi (+/- elezioni 2010) | Riepilogo dei seggi (+/- elezioni 2010) | Riepilogo dei seggi (+/- elezioni 2010) | Riepilogo dei seggi (+/- elezioni 2010) | Riepilogo dei seggi (+/- elezioni 2010) | Riepilogo dei seggi (+/- elezioni 2010) |
| --------------------------------------- | --------------------------------------- | --------------------------------------- | --------------------------------------- | --------------------------------------- | --------------------------------------- | --------------------------------------- |
|                                         |                                         |                                         |                                         |                                         |                                         |                                         |
| V                                       | 21                                      | ▲ 2                                     |                                         | MP                                      | 25                                      | ━                                       |
| S                                       | 113                                     | ▲ 1                                     |                                         | C                                       | 22                                      | ▼ 1                                     |
| FP                                      | 19                                      | ▼ 5                                     |                                         | KD                                      | 16                                      | ▼ 3                                     |
| M                                       | 84                                      | ▼ 23                                    |                                         | SD                                      | 49                                      | ▲ 29                                    |